# Bärenkopf
Bärenkopf är en bergstopp i Österrike.   Den ligger i distriktet Schwaz och förbundslandet Tyrolen, i den västra delen av landet, 400 km väster om huvudstaden Wien. Toppen på Bärenkopf är 1 991 meter över havet, eller 292 meter över den omgivande terrängen. Bredden vid basen är 2,0 km. Bärenkopf ligger vid sjön Achensee.
Terrängen runt Bärenkopf är huvudsakligen bergig. Närmaste större samhälle är Jenbach, 5,2 km sydost om Bärenkopf. 
I omgivningarna runt Bärenkopf växer i huvudsak blandskog. Runt Bärenkopf är det ganska glesbefolkat, med 42 invånare per kvadratkilometer.